# Alexander Gibson (magistrat, fils)
Pour les articles homonymes, voir Alexander Gibson et Gibson.
Ne doit pas être confondu avec Alexander Gibson (magistrat).
Alexander Gibson (-1656) est un magistrat écossais du XVIIe siècle.

## Biographie
Alexander Gibson est le fils aîné d'Alexandre Gibson qui fut aussi un magistrat écossais, et de Margaret Craig,.
Il épouse Marjory Hamilton, puis Cecilia Fotheringham en 1625. De ces deux unions sont nés trois fils et deux filles : Sir Alexander Gibson, Sir John Gibson, Margaret Gibson, George Gibson et Agnès Gibson
.
Alexander Gibson, fut, comme son père, clerc à la Cour de session (1621), avant d'être nommé Lord Clerk Register par le roi en 1641. Il est fait chevalier en 1641,. Il devint lord de session en 1646 et prit lui aussi le titre de Lord Durie.
Presbytérien, il fut un opposant notable aux tentatives royales de diffusion de l'anglicanisme. Il protesta ainsi, en 1638, contre le projet de Charles Ier visant à imposer le Livre de la prière commune et prit part à la révolte écossaise contre l'absolutisme anglican, appelée Guerres des évêques. Modéré, il accepta l'« Engagement » concédé par le roi 1647. C'est en tant que partisan de cet accord qu'il fut dépossédé de ses charges publiques après l'arrivée au pouvoir de l'aile radicale des covenantaires (Kirk Party) en 1649.
En 1652, il fut envoyé en Angleterre pour assister aux débats du Parlement croupion. Il mourut en juin 1656.